# Вышманово
Вышманово — деревня в Собинском районе Владимирской области России, входит в состав Асерховского сельского поселения.

## География
Деревня расположена в 7 км на север от центра поселения посёлка Асерхово, в 11 км на восток от райцентра Собинки.

## История
В конце XIX — начале XX века деревня входила в состав Подольской волости Владимирского уезда. В 1859 году в деревне числилось 30 дворов, в 1905 году — 43 двора, в 1926 году — 55 хозяйств и начальная школа.
С 1929 года деревня входила с состав Кадыевского сельсовета Собинского района, с 1965 года — центр Вышмановского сельсовета, с 2005 года входит в состав Асерховского сельского поселения.
До 2009 года в деревне действовала Вышмановская основная общеобразовательная школа.

## Население
| 1859 | 1905 | 1926 | 2002 | 2010 | 2021 |
| ---- | ---- | ---- | ---- | ---- | ---- |
| 198  | ↗262 | ↘231 | ↗394 | ↘372 | ↘319 |

## Инфраструктура
В деревне находятся детский сад №9 "Родничок", фельдшерско-акушерский пункт, сельский дом культуры, отделение федеральной почтовой связи и я

## Известные люди
В деревне находится мемориальная доска на доме участника Великой Отечественной войны Героя Светского Союза Торговцева Филиппа Андреевича.